# فوزي عبد الله القيسي
فوزي عبد الله القيسي أو فوزي السبع هو اقتصادي وأكاديمي عراقي، ولد سنة 1926 وتوفي سنة 1979.
قضى طفولته في محلة بني سعيد في بغداد. حصل على الدكتوراه في السنة 1958.
كان عالما اقتصاديا متخصصا بالنظرية النقدية الكنزية، عمل عميدا لكلية الإدارة والاقتصاد في جامعة بغداد ثم مديرا عاما لمصرف الرافدين للفترة 1968-1970 ثم مديرا للبنك العربي الفرنسي ثم محافظا للبنك المركزي العراقي للفترة من 12 أيار 1973 إلى 29 كانون الأول 1975، وأخيرا وزيرا للمالية خلفا لسعدي إبراهيم الذي توفي في 8 تشرين الأول 1975، وبقي في المنصب حتى وفاته سنة 1979.
دائم التدخين فأحرق حنجرته بالسيجارة حتى توفي بسببها. وعندما توفي سنة 1979 «شيعت جنازته في مشهد مهيب لم يحظ به وزير من المدنيين آنذاك.»

## مؤلفاته
- النظرية النقدية، 1964
- ميزانية الجمهورية العراقية لعام 1978